# Николаевский сельсовет (Уфимский район)
Николаевский сельсовет (баш. Николаевка ауыл Советы) — сельское поселение в Уфимском районе Республики Башкортостан.
Административный центр — деревня Николаевка.

## История
Согласно Закону о границах, статусе и административных центрах муниципальных образований в Республике Башкортостан имеет статус сельского поселения.
Закон Республики Башкортостан от 17 декабря 2004 г. № 125-з «Об изменениях в административно-территориальном устройстве Республики Башкортостан, изменениях границ и преобразованиях муниципальных образований в Республике Башкортостан» гласит:

Статья 1. «Изменения в административно-территориальном устройстве Республики Башкортостан», п.п. 54, 58:
54. Изменить границы следующих сельсоветов Уфимского района, Уфимского района, города Уфы, следующих территориальных единиц города Уфы согласно представленной схематической карте, передав часть территорий территориальных единиц города Уфы в состав территорий сельсоветов Уфимского района:
- 53 га Ленинского района города Уфы в состав территории Дмитриевского сельсовета Уфимского района;
- 79 га Ленинского района города Уфы в состав территории Николаевского сельсовета Уфимского района;
- 21 га Ленинского района города Уфы в состав территории Шемякского сельсовета Уфимского района;
- 100 га Ленинского района города Уфы в состав территории Кармасанского сельсовета Уфимского района;
- 43 га Ленинского района города Уфы в состав территории Миловского сельсовета Уфимского района;

58. Изменить границы Дмитриевского и Николаевского сельсоветов Уфимского района согласно представленной схематической карте, передав часть территории площадью 1119 га Дмитриевского сельсовета в состав территории Николаевского сельсовета.

## Население
| 2009  | 2010  | 2012  | 2013  | 2014  | 2015  | 2016  |
| ----- | ----- | ----- | ----- | ----- | ----- | ----- |
| 4786  | ↗5071 | ↗5167 | ↗5183 | ↗5288 | ↗5325 | ↗5448 |
| 2017  | 2018  |       |       |       |       |       |
| ↗5459 | ↗5472 |       |       |       |       |       |

Жители преимущественно татары и русские.

## Состав сельского поселения
| № | Населённый пункт | Тип населённого пункта          | Население | Примечание      |
| - | ---------------- | ------------------------------- | --------- | --------------- |
| 1 | Николаевка       | деревня, административный центр | ↘2738     | русские, татары |
| 2 | Вольно-Сухарево  | деревня                         | ↗177      | русские, татары |
| 3 | Казырово         | село                            | ↗105      | русские         |
| 4 | Нурлино          | село                            | ↗1892     | татары          |
| 5 | Ушаково          | деревня                         | ↗118      | русские         |
| 6 | Колокольцево     | деревня                         | ↗22       | русские         |
| 7 | Кручинино        | деревня                         | ↘10       | русские         |
| 8 | Сперанский       | деревня                         | ↘9        | русские         |

## Известные уроженцы
- Маухида Абдулкабирова (р. 1917) — учёный-геолог, доктор наук (1973), лауреат Государственной премии Казахстана (1990).
- Шамиль Кульборисов (1923—2004) — башкирский композитор и певец, Заслуженный деятель искусств БАССР (1968) и РСФСР (1990).
- Александр Михайлов (1925—1944) — Герой Советского Союза (1943).